# Меджидова, Сидрат Меджидовна
Сидрат Меджидовна Меджидова (13 декабря 1938, с. Шотода, Хунзахский район, Дагестанская АССР, РСФСР — 27 мая 2015, Махачкала, Дагестан, Российская Федерация) — аварская советская и российская актриса, артистка Аварского музыкально-драматического театра имени Гамзата Цадасы (с 1952 года), народная артистка Российской Федерации (2005).

## Биография
Дебютировала на сцене Аварского музыкально-драматического театра имени Г. Цадасы в 1952 г., когда ей было всего 13 лет. Окончила Курсы повышения квалификации (ГИТИС), педагог — Б.В. Бибиков.
За более чем 75 лет творческой деятельности сыграла более 100 ролей. 

## Театральные работы
- Меседа («Махмуд из Кахаб-Росо» М. Абасова)
- Доротея («Дуэнья» Р. Шеридана)
- Зербинетта («Слуга двух господ» К. Гольдони)
- Оливия («Двенадцатая ночь» У. Шекспира)
- Пари («Горянка» Р. Гамзатова)
- Смеральдина («Ворон» К. Гоцци)
- Флорелла («Учитель танцев» Лопе де Вега)
- Эльза («Безобразная Эльза» Э. Рислакки)

## Награды и звания
- Народная артистка Российской Федерации (2005).
- Заслуженная артистка РСФСР (1986).
- Народная артистка Дагестанской АССР (1968).
- Заслуженная артистка Дагестанской АССР (1960).
- Почётная грамота Президиума Верховного Совета Дагестанской АССР (1955).